# Жезенвиль
Жезенви́ль (фр. Jezainville) — коммуна во французском департаменте Мёрт и Мозель, региона Лотарингия. Относится к кантону Дьелуар.

## География

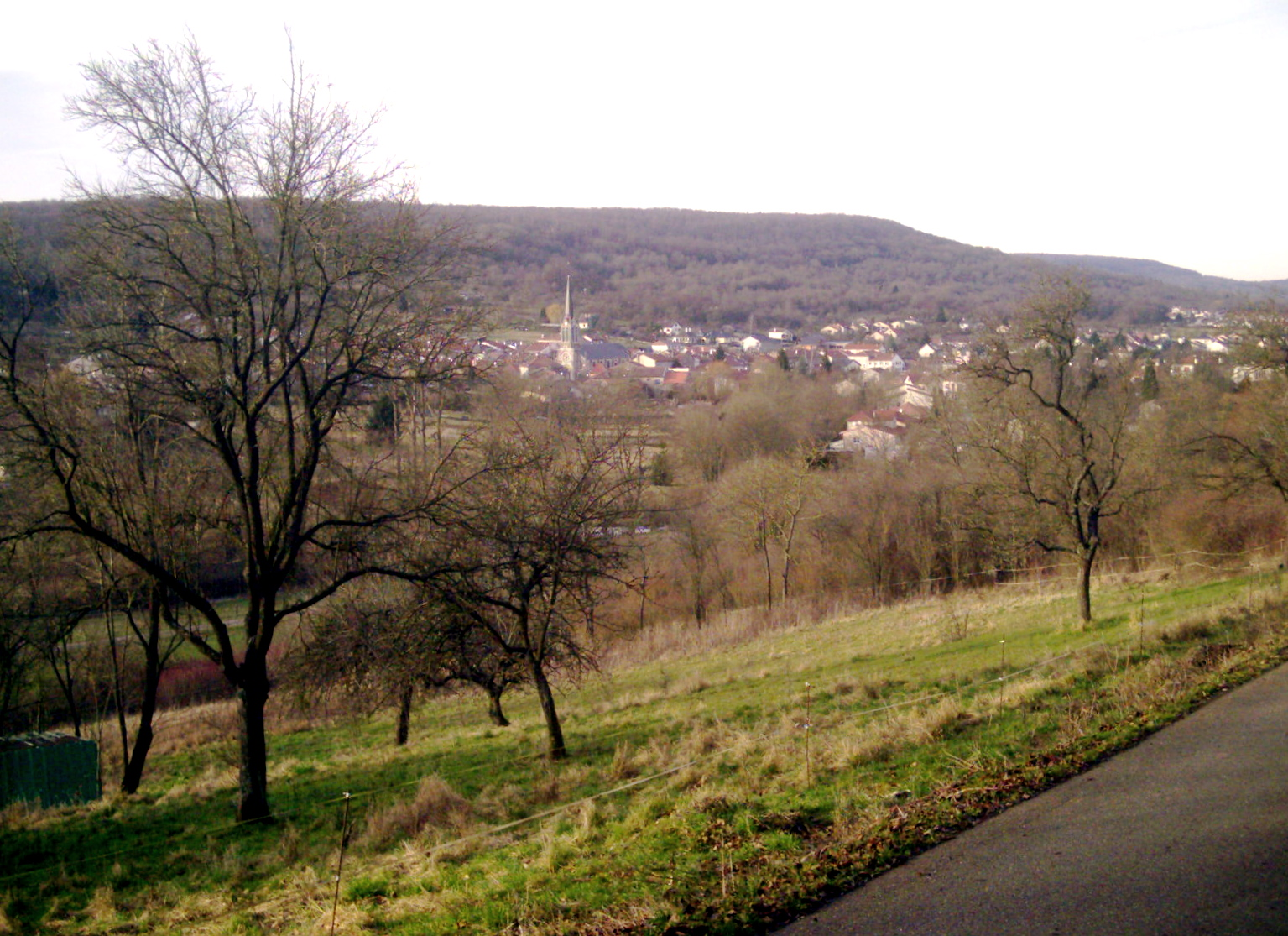
Панорама Жезенвиля

Жезенвиль расположен на северо-востоке Франции между Понт-а-Муссоном и Нанси, соседние коммуны — Блено-ле-Понт-а-Муссон и Дьелуар в долине Эш. Расположенный в живописной долине реки Мозель, Жезенвиль открывает т. н. лотарингскую Маленькую Швейцарию, раскинувшуюся на соседних холмах и в долинах вплоть до городка Мартенкур.

## Демография
Население коммуны на 2010 год составляло 929 человек.
| 1962 | 1968 | 1975 | 1982 | 1990 | 1999 | 2010 |
| ---- | ---- | ---- | ---- | ---- | ---- | ---- |
| 716  | 773  | 750  | 768  | 806  | 889  | 929  |